# Coupelle-Vieille
Coupelle-Vieille és un municipi francès situat al departament del Pas de Calais i a la regió dels Alts de França. L'any 2007 tenia 510 habitants.

## Demografia

### Població
El 2007 la població de fet de Coupelle-Vieille era de 510 persones. Hi havia 180 famílies de les quals 40 eren unipersonals (20 homes vivint sols i 20 dones vivint soles), 56 parelles sense fills, 72 parelles amb fills i 12 famílies monoparentals amb fills.
La població ha evolucionat segons el següent gràfic:
Habitants censats

### Habitatges
El 2007 hi havia 213 habitatges, 191 eren l'habitatge principal de la família, 13 eren segones residències i 9 estaven desocupats. 210 eren cases i 1 era un apartament. Dels 191 habitatges principals, 161 estaven ocupats pels seus propietaris, 26 estaven llogats i ocupats pels llogaters i 4 estaven cedits a títol gratuït; 3 tenien dues cambres, 24 en tenien tres, 46 en tenien quatre i 118 en tenien cinc o més. 167 habitatges disposaven pel capbaix d'una plaça de pàrquing. A 83 habitatges hi havia un automòbil i a 83 n'hi havia dos o més.

### Piràmide de població
La piràmide de població per edats i sexe el 2009 era:
| Homes | Edats   | Dones |
| ----- | ------- | ----- |
| 0     | 95 o +  | 0     |
| 0     | 90 a 94 | 0     |
| 8     | 85 a 89 | 4     |
| 0     | 80 a 84 | 8     |
| 16    | 75 a 79 | 12    |
| 8     | 70 a 74 | 12    |
| 8     | 65 a 69 | 24    |
| 20    | 60 a 64 | 8     |
| 4     | 55 a 59 | 12    |
| 12    | 50 a 54 | 24    |
| 20    | 45 a 49 | 12    |
| 24    | 40 a 44 | 28    |
| 20    | 35 a 39 | 20    |
| 24    | 30 a 34 | 8     |
| 8     | 25 a 29 | 0     |
| 8     | 20 a 24 | 20    |
| 28    | 15 a 19 | 28    |
| 16    | 10 a 14 | 12    |
| 12    | 5 a 9   | 8     |
| 16    | 0 a 4   | 8     |

## Economia
El 2007 la població en edat de treballar era de 313 persones, 216 eren actives i 97 eren inactives. De les 216 persones actives 197 estaven ocupades (114 homes i 83 dones) i 19 estaven aturades (8 homes i 11 dones). De les 97 persones inactives 34 estaven jubilades, 22 estaven estudiant i 41 estaven classificades com a «altres inactius».

### Ingressos
El 2009 a Coupelle-Vieille hi havia 197 unitats fiscals que integraven 534 persones, la mediana anual d'ingressos fiscals per persona era de 14.133 €.

### Activitats econòmiques
Dels 12 establiments que hi havia el 2007, 2 eren d'empreses extractives, 1 d'una empresa de fabricació de material elèctric, 2 d'empreses de construcció, 1 d'una empresa de transport, 1 d'una empresa d'hostatgeria i restauració, 2 d'empreses de serveis, 2 d'entitats de l'administració pública i 1 d'una empresa classificada com a «altres activitats de serveis».
Dels 4 establiments de servei als particulars que hi havia el 2009, 1 era un paleta, 1 fusteria, 1 perruqueria i 1 restaurant.
L'any 2000 a Coupelle-Vieille hi havia 24 explotacions agrícoles que ocupaven un total de 1.026 hectàrees.

## Equipaments sanitaris i escolars
El 2009 hi havia una escola elemental.

## Poblacions més properes
El següent diagrama mostra les poblacions més properes.